# Velešta
Velešta (mazedonisch Велешта; albanisch definit Veleshta, indefinit Veleshtë, im lokalen albanischen Dialekt Veljeshta bzw. Veljesht) ist ein Haufendorf im zentralen Teil der Gemeinde Struga in der Region Südwesten in Nordmazedonien.

## Geographie

Karte mit der Lage des Dorfes (türkis) innerhalb der Gemeinde Struga (Ohridsee blau, Struga am Ufer weiß, albanische Staatsgrenze rot)

Velešta liegt zwischen dem Schwarzen Drin und dem Jablanica-Gebirge auf rund 690 m. i. J. Das Dorf ist rund sieben Kilometer von der Gemeindehauptstadt Struga entfernt. Nur zehn Kilometer südöstlich befindet sich der internationale Flughafen Ohrid. Flussabwärts bei Globočica befindet sich ein Wasserkraftwerk mit einer Gesamtleistung von 42 Megawatt. Die Staumauer staut den Drin auf 695 m. i. J. zum Globočicasee.
Velešta ist ein Haufendorf und befindet sich auf einer Ebene, die heute nur wenig landwirtschaftlich genutzt wird. Nachbardörfer sind gleich im Norden Dobovjani, im Nordosten Gorno Tateši, im Osten Ložani, im Süden Vraništa, im Südwesten Dolna Belica, im Westen Oktisi und Vevčani (eigenständige Gemeinde) und im Nordwesten Podgorci und Labuništa.

## Bevölkerung
In Velešta lebten laut Volkszählung 2021 3378 Personen in 1607 Haushalten, davon waren 3254 gegische Albaner. Ein großer Teil der Bevölkerung lebt im Ausland in der Diaspora.
Die Albaner bekannten sich in jener Zählung zum sunnitischen Islam. Die Minderheiten bekennen sich entweder zum Islam (Roma und Bosniaken) oder zum orthodoxen Christentum (Mazedonier und Aromunen).
Im Dorf stehen zwei Moscheen.

## Wirtschaft
Die Einwohner beschäftigen sich mit kleinen Gewerbe- und Handwerksbetrieben, Landwirtschaft und Viehzucht. Der Tourismus ist im Sommer auch ein wichtiger Arbeitgeber geworden; die Boutiquen, Restaurants und Bars haben in der Saison meist mehr Kundschaft als im ganzen Jahr hindurch.

## Verkehr
Das Dorf liegt an der Regionalstraße R1201, die Struga mit Debar verbindet.

## Persönlichkeiten
- Fejzi Bojku (* 1937), Kinderschriftsteller, Philosoph und ehemaliger Redakteur der Flaka e Vëllazërimit
- Vahit Nasufi (* 1945), Kinderdichter
- Agim Vinca (* 1947), Schriftsteller und Albanologe
- Tahir Hani (* 1961), Politiker und ehemaliger Abgeordneter Mazedoniens
- Elita Reçi (* 1981), Sängerin